# Misako Wakamiya
Misako Wakamiya (jap. 若宮美沙子, Wakamiya Misako; * 23. Juni 1989 in Tokio, Präfektur Tokio) ist eine japanische Tischtennisspielerin. Sie wurde mit der Mannschaft 2016 Vize-Weltmeisterin.

## Werdegang
Erste Auftritte hatte die Japanerin bei Jugend-Weltmeisterschaften. So konnte sie im Jahr 2007 unter anderem Bronze gewinnen. Im Jahr 2009 konnte Wakamiya an ihrer ersten Weltmeisterschaft teilnehmen, scheiterte dort aber vorzeitig.
Durch gute Leistungen konnte sie sich insgesamt viermal für die Pro Tour Grand Finals qualifizieren, bei welchen sie jeweils das Viertelfinale im Doppel erreichte. 2011, 2013 und 2015 konnte sie diese Position auch bei den Weltmeisterschaften vorweisen.
2016 wurde sie nach einer Finalniederlage gegen China mit der Mannschaft Vize-Weltmeisterin. Danach trat sie aufgrund starker japanischer Konkurrenz  nicht mehr international auf. Wakamiya nahm an insgesamt fünf Weltmeisterschaften teil.

## Turnierergebnisse
| Verband | Veranstaltung            | Jahr | Ort               | Land | Einzel        | Doppel        | Mixed     | Team |
| ------- | ------------------------ | ---- | ----------------- | ---- | ------------- | ------------- | --------- | ---- |
| JPN     | Weltmeisterschaft        | 2009 | Yokohama          | JPN  |               |               | letzte 64 |      |
| JPN     | Weltmeisterschaft        | 2011 | Rotterdam         | NED  | letzte 64     | Viertelfinale | letzte 32 |      |
| JPN     | Weltmeisterschaft        | 2013 | Paris             | FRA  |               | Viertelfinale | letzte 16 |      |
| JPN     | Weltmeisterschaft        | 2015 | Suzhou            | CHN  |               | Viertelfinale |           |      |
| JPN     | Weltmeisterschaft        | 2016 | Kuala Lumpur      | MAS  |               |               |           | 2    |
| JPN     | Jugend-Weltmeisterschaft | 2007 | Palo Alto         | ITA  | letzte 16     | Halbfinale    | letzte 16 |      |
| JPN     | Pro Tour Grand Finals    | 2011 | London            | ENG  |               | Viertelfinale |           |      |
| JPN     | World Tour Grand Finals  | 2012 | Hangzhou          | CHN  |               | Viertelfinale |           |      |
| JPN     | World Tour Grand Finals  | 2014 | Bangkok           | THA  |               | Viertelfinale |           |      |
| JPN     | World Tour Grand Finals  | 2015 | Lissabon          | POR  | Viertelfinale |               |           |      |
| JPN     | Pro Tour                 | 2011 | Incheon           | KOR  |               | Gold          |           |      |
| JPN     | Pro Tour                 | 2011 | Kobe              | JPN  |               | Gold          |           |      |
| JPN     | Challenge Series         | 2012 | Santiago de Chile | CHI  |               | Gold          |           |      |
| JPN     | World Tour               | 2012 | Kobe              | JPN  |               | Gold          |           |      |
| JPN     | World Tour               | 2012 | Olmütz            | CZE  |               | Gold          |           |      |
| JPN     | World Tour               | 2014 | Yokohama          | JPN  |               | Gold          |           |      |
| JPN     | World Tour               | 2014 | Olmütz            | CZE  |               | Gold          |           |      |
| JPN     | World Tour               | 2015 | Budapest          | HUN  | Gold          |               |           |      |
| JPN     | Challenge Series         | 2015 | Almeria           | ESP  |               | Gold          |           |      |